# Xiuning
Xiuning (chiń. upr. 休宁县; chiń. trad. 休寧縣; pinyin Xiūníng Xiàn) – powiat w południowej części prefektury miejskiej Huangshan w prowincji Anhui w Chińskiej Republice Ludowej. Liczba mieszkańców powiatu, w 2018 roku, wynosiła około 252 000.